# Битка на Црној реци
Битка на Црној реци (буг. Битка при завоя на Черна) је била двомесечна битка између армија Краљевине Бугарске и Антанте. Битка се водила на Солунском фронту током Првог светског рата у октобру и новембру 1916. Након веома тешких борби и тешких губитака на обе стране, Бугари су се повукли из Битоља и 19. новембра и заузели позиције на 5  северно одакле су касније изводили нападе. Међутим, Антантин улазак у Битољ није имао стратешки значај.

## Битка
У августу 1916. Бугарска је покренула Леринску операцију. Трупе Антане започеле су контранапад и 2. августа заузеле Кајмакчалан уз велике губитке и наставиле до Битоља. У подручју Црне реке бугарска 8. Тунџа пешадијска дивизија је заузела одбрамбене положаје у септембру 1916 и успевала да одоли нападима Антанте. 5. октобра српске трупе су направиле први покушај да пређу реку. Неке од њих су дошле до десне обале али су у контра-нападу враћене. 6. октобра уследио је српски напад код села Добровени и Скочивир али су опет враћени током контранапада. Бугари су заузели село Брод. Срби који су имали супериорност у артиљеријској подршци нападали су стално. 14. и 15. октобра 1916. године борбе су се наставиле без престанка. Српски притисак се настављао а Бугари су успевали да задрже своје позиције. Током ноћи 15. октобра у једном од тренутака кулминације битке Срби су извели 8 напада који су сви били одбијени. Након тога Срби су се одмарали три дана и 18. октобра прешли су леву страну реке код села Брод и ту су се утврдили. Бугарска армија је извела контра напад који је био одбијен. 23. октобра артиљеријска ватра Антанте се појачала. Французи су се борили код Кременице. У следећих недељу дана Бугари су покушавали да их одбаце али безуспешно а српски напади су такође били неуспешни и довели су до масовних губитака у људству на обе стране. Услед недостатка муниције бугарска артиљерија је морала да штеди на гранатама што је имало негативан утицај на морал. 7. новембра антанта је појачала дејства код села Крапе и Полог. Након три дана бугарски губици да су 10. новембра морали да напусте позиције које су преузели Срби. Током уласка у село Полог заробљено је ко 2.000 бугарских војника. 19. новембра Бугари су се повукли из Битоља и заузели позиције на 5  северно од града на линији Пелистер од коте 1248 до коте 1050.

## Након
Антанта је наставила у својим покушајима да пробије Бугаре на подручју Црне реке у следеће две године али без успеха. Француски напад на коти 1248 (Битка на Црвеном зиду) такође је био безуспешан. Бугари су држали позиције до пробоја Солунског фронта у бици на Добром пољу 15. септембра 1918.